# Pseudogriphoneura cinerella
Pseudogriphoneura cinerella är en tvåvingeart som beskrevs av Friedrich Georg Hendel 1907. Pseudogriphoneura cinerella ingår i släktet Pseudogriphoneura och familjen lövflugor.
Artens utbredningsområde är Venezuela. Inga underarter finns listade i Catalogue of Life.